# Władysław Micewicz
Władysław Micewicz (ur. 5 stycznia 1883 w majątku Pelisze w powiecie wiłkomierskim, obecnie Litwa, zm. 27 listopada 1938 w Katowicach) – polski inżynier górnik, dyrektor górniczy.

Pochodził z Kowieńszczyzny z rodziny pieczętującej się herbem Jelita. Syn Juliana i Reginy z domu Chmielewskiej. Ukończył Gimnazjum w Lipawie. Po paroletniej nauce w Instytucie Górniczym w Petersburgu, do którego przyjęcie następowało na podstawie konkursowego egzaminu, obowiązującego wszystkich kandydatów (nawet tych, którzy ukończyli gimnazja ze złotym medalem), przy czym zdających było znacznie więcej niż wolnych miejsc, przeniósł się do Wyższej Szkoły Górniczej w Jekaterynosławiu, gdzie w 1912 r. uzyskał tytuł inżyniera górniczego. 

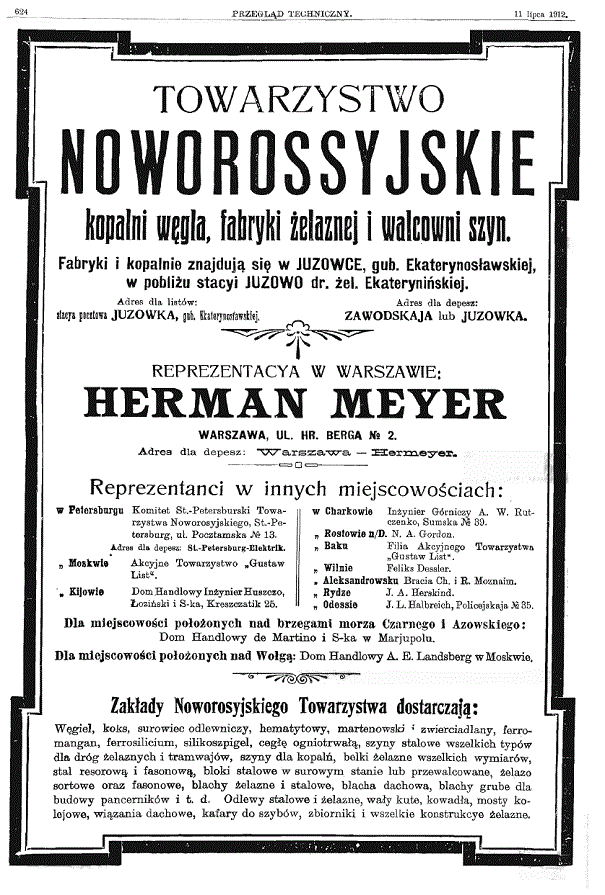
Reklama Towarzystwa Noworosyjskiego

 Po ukończeniu studiów podjął pracę w Donbasie w Towarzystwie Noworosyjskim, początkowo w charakterze zawiadowcy a następnie głównego inżyniera.
Lata wojny domowej w Rosji przetrwał w Juzowce (dziś Donieck). W roku 1921 wraz z żoną Marią, drogą przez Turcję, przedostał się do Polski i rozpoczął pracę górniczą w Zagłębiu Dąbrowskim w Towarzystwie Górniczo-Przemysłowym „Saturn”.

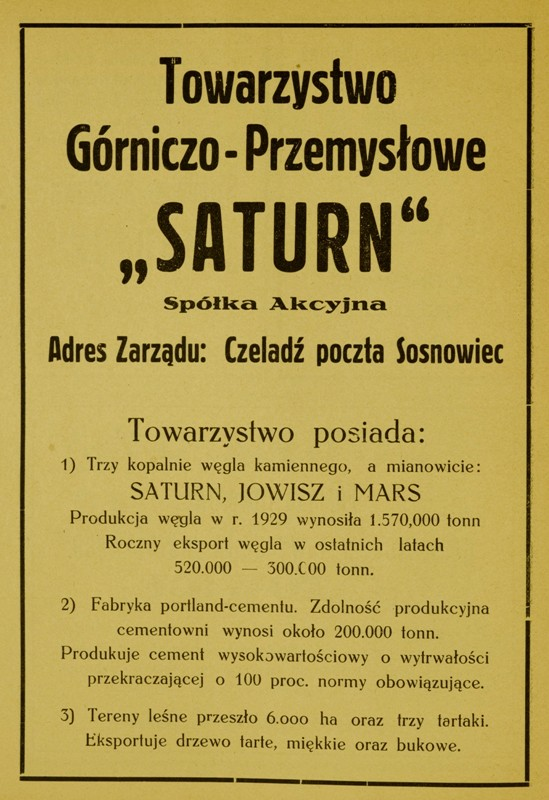
Reklama Towarzystwa Saturn

Po przyłączeniu Śląska do Polski rozpoczął pracę jako zawiadowca kopalni w Śląskich Kopalniach Skarbowych na kopalni Bielszowice, a następnie kierownik ruchu pola zachodniego (Święta Barbara) kopalni Król w Królewskiej Hucie. W 1930 r. przeszedł do Wyższego Urzędu Górniczego na stanowisko radcy górniczego. Z początkiem 1933 r. objął stanowisko dyrektora kopalni Andaluzja w Towarzystwie Śląskie Kopalnie i Cynkownie Sp. Akc. i zamieszkał w Brzozowicach-Kamieniu. Oprócz zarządzania kopalnią, angażował się również w działalność społeczną, na przykład przewodnicząc Kołu Opieki „Naszej Czytelni” przy kopalni Andaluzja. Na stanowisku dyrektora kopalni pracował do końca lutego 1938 r., kiedy w efekcie ciężkiej choroby odszedł na emeryturę.
Był członkiem Śląskiego Instytutu Rzemieślniczo-Przemysłowego, Stowarzyszenia Polskich Inżynierów Górniczych i Hutniczych oraz Polskiego Stowarzyszenia Inżynierów i Techników Województwa Śląskiego, w którym w roku 1932 był członkiem komisji rewizyjnej oraz kierownikiem kursów dokształcających w tym towarzystwie, sam prowadząc szkolenia ze strzelania materiałami wybuchowymi.
Miał dwie córki Marię oraz Aleksandrę, jego wnukiem jest Piotr Fuglewicz. Pochowany jest na cmentarzu przy ul. Sienkiewicza w Katowicach.